# Nag Hammádi-i lelet
Nag Hammádi-i lelet, amelyet Nag Hammádi-i könyvtár néven is ismernek, egy késő ókori gnosztikus iratokból álló leletegyüttes. 

## Történetük
1945-ben a dél-egyiptomi Nag Hammádi (az ókori Khénoboszkion) közelében, nem messze Luxortól kerültek elő. Nem szervezett ásatás során, hanem a helyi lakosság fedezte fel, így a tudomány sokáig nem is tudott róluk. Muhammad al-Samman és Kalifah Ali al-Samman találtak rá, miközben jó termőföldet kerestek. A pontos időpont és lelőhely emiatt nem azonosítható. A lakosok visszaemlékezése szerint a talált papiruszok egy részét tüzelőanyagnak használták fel. A kódexek 1946-ban tűntek fel először Kairóban, majd évekig húzódó tárgyalások után a kairói Kopt Múzeum tulajdonába kerültek.
Az iratok nagyobbik része a 4. századból származik. A gnoszticizmus, mint a kereszténység egyik szinkretista irányzata, Alexandriában alakult ki a 2. század folyamán. Gyorsan háttérbe szorult, annak ellenére, hogy eleinte számos nagynevű híve volt. A bonyolult és mély szellemiségű áramlat azonban nem lehetett vetélytársa a sokkal egyszerűbb és könnyebben befogadható páli kereszténységnek. A lelet a gnosztikus művek aránylag késői másolatát őrizte meg, de egy részük keletkezési ideje legalább a 2. századig nyúlik vissza. A gnosztikusok Alexandriában vereséget szenvedtek már a 2. században, de délebbre megmaradtak közösségeik. Ezt bizonyítja a Nag Hammádi-i lelet is. Ugyanakkor 4. századi elrejtésük azt is mutatja, hogy ekkorra már Dél-Egyiptomban sem érezték biztonságban magukat.
A tizenhárom papiruszkódex körülbelül 1130 oldalt tartalmaz, ezeken kívül néhány kisebb töredék ismert. A Pál apostol imája az I. számú kódex borítójának külső felére írva maradt fenn. A kódexek összesen 51 művet tartalmaznak, néhány cím nélküli. A gnosztikus iratok mellett hermetikus szövegek is vannak bennük. A hermetizmus filozófiája erős rokon vonásokat mutat a gnoszticizmussal, akár közös eredet is feltehető róluk, így nem meglepő együttes előfordulásuk. Az evangéliumok, apokalipszisek, levelek, filozófiai értekezések túlnyomó többsége a kopt nyelv szaidi dialektusában maradt fenn, más dialektusok a korábban keletkező iratokban fedezhetők fel. A legtöbb irat valószínűleg görögből lett fordítva.
A lelet jelentősége a kora keresztény eszmei áramlatok kutatására nézve felbecsülhetetlen, hiszen megtalálásáig a titokzatos, eretnekségnek tartott mozgalom elveiről, belső életéről, tanításairól csakis az ellenlábas ókeresztény irodalomban lehetett olvasni. Így a 20. század közepéig meglehetősen egyoldalú és torzított kép alakulhatott ki a gnoszticizmus-kutatókban.

## A könyvtárban talált iratok

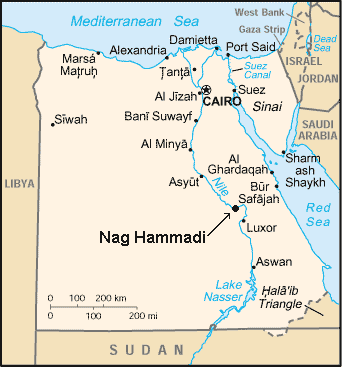
Nag Hammádi elhelyezkedése Egyiptom térképén.

- I. Kódex (Jung kódexként is ismert):
  - Pál apostol imája I. A,1–B,11
  - Jakab titkos könyve (más néven Jakab-apokrifon) I. 1,1–16,30
  - Az igazság evangéliuma
  - Értekezés a feltámadásról I.43,25–50,18
  - Háromrészes értekezés
- II. Kódex:
  - János titkos könyve I. 1,1–32,9
  - Tamás evangéliuma – mondás evangélium
  - Fülöp evangéliuma – mondás evangélium
  - Az Arkhónok létezéséről II. 86,20–97,23
  - A világ eredetéről II. 97,24–127,17
  - A lélek exegézise
  - Tamásnak, a Vitázónak Könyve II. 138,1–145,23
- III. Kódex:
  - János titkos könyve (második verzió)
  - Az egyiptomiak evangéliuma III. 40,12–44,28; IV. 55,20–60,30; III. 49,1–69,20
  - Áldott Eugnosztosz III. 70,1–78,23; V. 7,24–9,11; III. 81,2–90,13
  - Jézus Krisztus Bölcsessége III. 90,14–108,25; BG 107,4–114,25; BG 118,13–122,8; III. 117,1–119,18
  - A Megváltó dialógusa
- IV. Kódex:
  - János titkos könyve
  - Az egyiptomiak evangéliuma
- V. Kódex:
  - Áldott Eugnosztosz
  - Pál apokalipszise V. 17,19–24,9
  - Jakab első apokalipszise
  - Jakab második apokalipszise
  - Ádám apokalipszise
- VI. Kódex:
  - Péter és a tizenkét apostol cselekedetei VI. 1,1–12,22
  - Mennydörgés: a Tökéletes Értelem VI. 13,1–21,32
  - Hiteles tanítás VI. 22,1–35,24
  - Nagy erőnk fogalma VI. 36,1–48,15
  - Állam Platóntól – Az eredeti kézirat nem gnosztikus, de a Nag Hammádi könyvtárban talált változatot (588B-589B) jelentősen módosították.
  - Értekezés a nyolcadikról és a kilencedikről – L'Ogdoade et l'Ennéade-ként, illetve De ogdoade et enneade-ként is ismeretes, hermetikus értekezés, VI. 52,1–63,32
  - Hálaadó imádság (kézzel írott megjegyzéssel) – hermetikus imádság VI. 63.33–65,14
  - Aszklépiosz 21–29 – szintén hermetikus imádság
- VII. Kódex:
  - Sem magyarázata VII. 1,1–49,9
  - A nagy Széth második tanítása VII. 49,10–70,12
  - Péter apokalipszise VII. 70,13–84,14
  - Silvanus tanításai VII. 84,15–118,9
  - Széth három sztéléje VII. 118,10–127,32
- VIII. Kódex:
  - Zostrianus – apokalipszis
  - Péter levele Fülöphöz VIII. 132,10–140,27
- IX. Kódex:
  - Melchisedek
  - Norea gondolata IX. 27,11–29,5
  - Bizonyságtétel az igazságról
- X. Kódex:
  - Marsanes – apokalipszis
- XI. Kódex:
  - Értekezés a tudásról
  - Valentinian magyarázata a felszentelésről, a baptizmusról (A és B) és az Euchariszitáról (A és B)
  - Allogenész – apokalipszis XI. 45,1–69,20
  - Hüpsziphron
- XII. Kódex:
  - Sextus mondásai XII. 15,1–34,28
  - Az igazság evangéliuma
  - Töredékek
- XIII. Kódex:
  - A háromalakú Ősgondolat XIII. 35,1–50,24
  - A világ eredetéről